# Franz Neumann
Franz Leopold Neumann (Katowice, 23 de maio de 1900 – Visp, 2 de setembro de 1954) foi um jurista alemão, tornado cientista político no exílio e conhecido por sua análise do nazismo. Ele estudou na Alemanha e na Inglaterra, tendo passado a parte final de sua vida nos Estados Unidos. Junto com Ernst Fraenkel e Arnold Bergstraesser, Neumann é considerado um dos fundadores da moderna ciência política alemã. Há publicado em português seu livro "O Império do Direito: Teoria Política e Sistema Jurídico na Sociedade Moderna". Tradução de Rúrion Melo (Quartier Latin, 2013).

## Biografia

### Direito trabalhista e democracia social
Neumann nasceu em Katowice, à época, parte da Prússia. Como estudante, Neumann apoiou a Revolução Alemã de 1918 e filiou-se ao Partido Social-Democrata da Alemanha (SPD). Neumann ajudou a organizar a Sociedade de Estudantes Socialistas em Frankfurt am Main, onde encontrou, em 1918, Leo Löwenthal, um futuro colega no Instituto para Pesquisa Social em Nova Iorque. Em Breslávia, Leipzig, Rostock, e Frankfurt am Main, Neumann estudou direito e formou-se doutor em 1923 com uma tese sobre o método na teoria da punição. Ele trabalhou entre 1925 e 1927 como assistente de Hugo Sinzheimer, o principal teórico reformista do direito do trabalho, que lhe arranjou um emprego de professor na escola sindical afiliada à Universidade de Frankfurt. Durante a República de Weimar, Neumann engajou-se politicamente com a ala trabalhista do Partido Social-Democrata. Entre 1928 e 1933, ele trabalhou em Berlim, em associação com Ernst Fraenkel, como advogado trabalhista, defendendo sindicatos e publicando artigos bem como um livro técnico nessa área. Em 1932–1933, ele também se tornou o principal advogado do Partido Social-Democrata e até publicou um artigo, censurado pelos nazistas, contra a cassação do principal periódico Social-Democrata.
Nas semanas posteriores à ascensão dos nazistas, Neumann foi avisado de sua prisão iminente e fugiu para a Inglaterra. Lá, ele estudou sob orientação de Harold Laski na London School of Economics, bem como com o antigo professor de Sociologia de Frankfurt, Karl Mannheim, e fez um segundo doutorado com um estudo de teoria política acerca da ascensão e queda da época histórica do Estado de Direito. Por recomendação de Laski, Neumann foi contratado pelo Instituto para Pesquisa Social (em exílio na Universidade Columbia depois de alguns anos em Genebra e Paris) em 1936, inicialmente como administrador e consultor legal, e depois como pesquisador associado, embora ele nunca tenha se estabelecido como Friedrich Pollock ou Theodor W. Adorno. Ele participou dos debates do Instituto sobre o nazismo durante os anos em Nova Iorque. Seu famoso estudo sobre o regime nazista, porém, foi escrito sem passar pelos procedimento de revisão do Instituto. Neumann foi importante para que o Instituto assegurasse o apoio do Comitê Judeu Estadunidense por seu renomado estudo do antissemitismo.

### Exílio nos Estados Unidos
Neumann conquistou sua reputação acadêmica nos Estados Unidos com a publicação de Behemoth: The Structure and Practice of National Socialism ("Behemoth: Estrutura e Prática do Nacional-Socialismo", em tradução livre) em 1942. O estudo tornou-o especialmente interessante, dentre os associados do Instituto na Universidade de Colúmbia, sua anfitriã, e preparou-lhe o caminho para sua bem-sucedida carreira durante a guerra em Washington, quando a liderança do Instituto declarou-se incapaz de manter-lhe no quadro. Após algum tempo, Neumann foi alçado a chefe da seção Centro-Europeia do time de Pesquisa e Análise do Escritório de Serviços Estratégicos, posição que lhe permitiu contratar inúmeros associados demitidos do Instituto por um grupo em torno de Max Horkheimer. Neumann, junto com Herbert Marcuse e Otto Kirchheimer, trabalhou em inúmeros projetos, dentre os quais o de identificar os grupos pró e anti-nazistas a fim de que o governo estadunidense pudesse submeter os primeiros a tribunais e convidar os últimos para a reconstrução do pós-guerra.

### Nurembergue, Berlim, Nova Iorque
Durante os julgamentos de Nurembergue, assistindo ao promotor, juiz Robert H. Jackson, Neumann foi encarregado de preparar análises sobre cada um dos vinte e dois acusados e a respeito de várias organizações nazistas. Seus relatórios foram importantes para a estratégia da acusação, tendo indicado várias disposições da constituição de Weimar que haviam sido infringidas, bem como regras de direito internacional, no que tange às perseguições religiosas pelos nazistas. Neumann acreditava que o julgamento dos criminosos de guerra alemães por tribunais alemães contribuiriam para o processo de desnazificação.
Posteriormente, Neumann tornou-se professor de Ciência Política da Universidade Columbia, onde era bastante respeitado, e ajudou a fundar a Universidade Livre de Berlim.
Neumann morreu em um acidente de automóvel em Visp, Suíça, em 1954. Sua viúva, Inge Werner, casou-se com seu amigo mais próximo, Herbert Marcuse, em 1956. O filho mais velho de Neumann, Osha Thomas Neumann, é advogado de direitos políticos, em Berkeley, Califórnia. Michael Neumann, o filho mais novo, é professor de filosofia na Universidade Trent, em Peterborough, Ontário.